# Friedrich Robert Fählmann

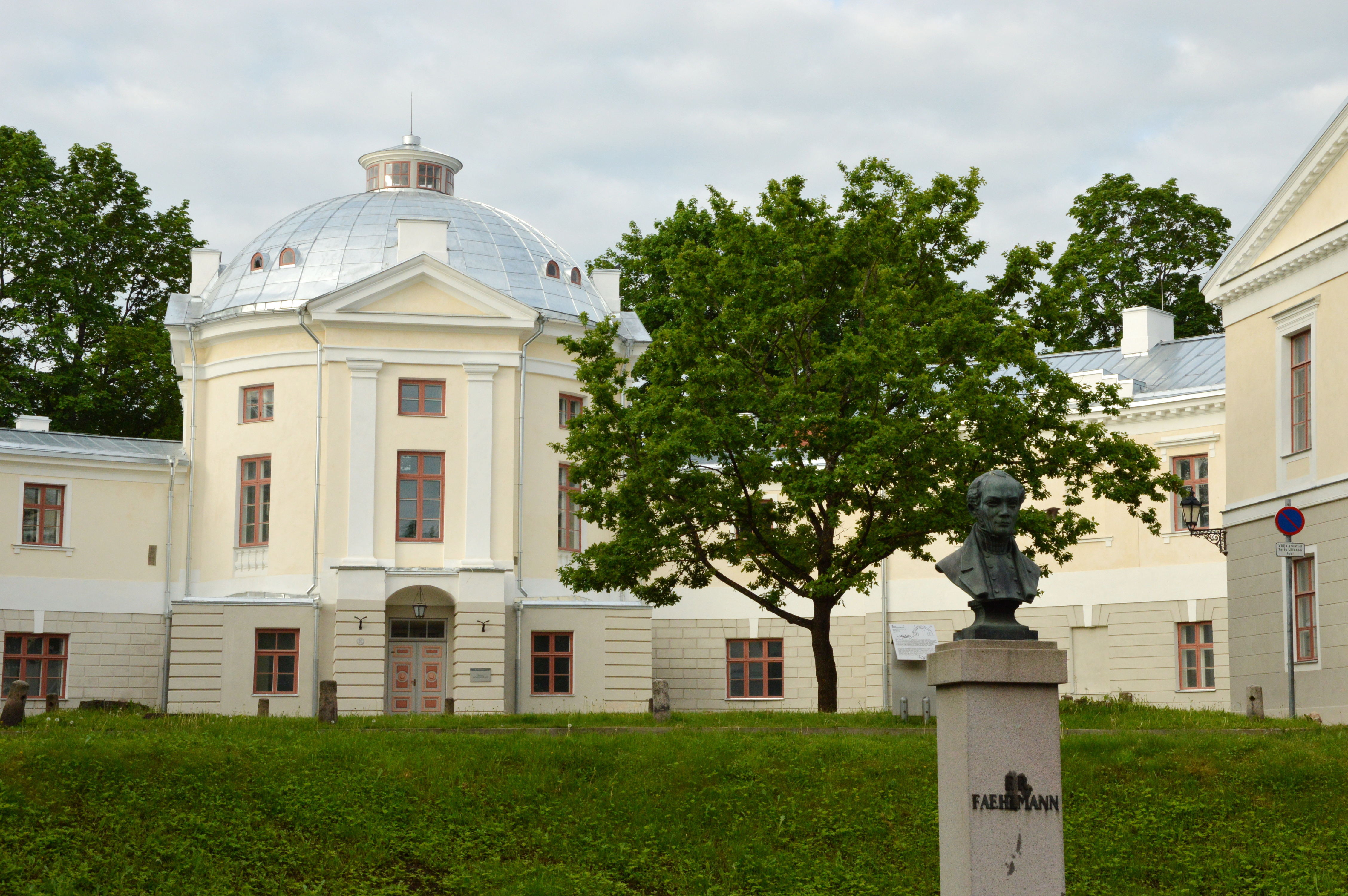
Emlékműve Tartui Egyetemen

Friedrich Robert Fählmann (észtül: Friedrich Robert Faehlmann; Koeru, 1798. december 31. – Tartu, 1850. április 22.) észt nyelvész, író és orvos. A Kalevipoeg eposz ötletének felvetője. Az 1838-ban létrehozott Észt Tudományos Társaság társalapítója, elnökeként a nemzeti irodalom megteremtéséért munkálkodott. 

## Élete
Egy észt ingatlankezelő fiaként nőtt fel. 1810-től 1814-ig tanult Rakvere, majd 1814 és 1817 között Tartu iskoláiban. Payküll-Hackeweid földesúr támogatásával 1818-tól 1827-ig Tartuban gyógyszerészetet tanult. 1827-ben doktorátust szerzett, orvosként működött Tartuban. 
Érdeklődött a filológia iránt is, amelyre rengeteg időt szánt. Meglepő módon észt nyelvű oktató lett a Tartui Egyetemen. Nemcsak a nyelvvel és az irodalommal foglalkozott, mert egyetemi oktatóként betöltött pozíciója mellett orvosként is aktív maradt. Az Observationes inflammationum occultiorum (Megfigyelések a belső gyulladásokról, 1827) című doktori disszertációjával, amely a szívgyulladást kísérő szívbetegségekkel foglalkozott, előkészítette az utat a kardiológia számára a Tartui Egyetemen. Szerepet játszott a különféle járványok leküzdésében. Ezen felül 1843 és 1845 között az orvosi karon tartott előadásokat. 1843 és 1850 között az Észt Tudós Társaság elnöke volt. Fählmann volt az észt eposz ötletének kezdeményezője.
1850. április 22-én halt meg Tartuban, a Raadi temetőben temették el.

## Kalevipoeg
Az észt irodalomtörténelemben általában nyolc Fählmann-mítoszt említenek, amelyeket azonban életében soha nem egyesített egyetlen kötetben. Nem jelent meg mind a szerző életében, és csak a következő generáció kapcsolta össze a műveket. Történeteinek egy része azokon a legendákon alapulnak, amelyek valójában a népi közegben születtek, amelyet Fählmann észt nyelven hallott. Németül adták közzé, mert akkoriban ez volt az ország tudományos cikkeinek a nyelve.
Fählmann volt az észt nemzeti eposz ötletének kezdeményezője. A Kallewi fiának legendája című művében az észt helyi legendák alapján vázolta a Kalevipoeg fő eseményének nagy részét. Az Észt Tudós Társaságban tartott előadásában 1839-ben, ismertette az eposz cselekményvázlatát és a nemzeti öntudatosodást szolgáló elképzeléseit a megvalósítást illetően. Előzetes munkáit halála után barátja, Friedrich Reinhold Kreutzwald felhasználta, az összeszerkesztést ő fejezte be.

## További művei
- Az észt igék konjugációkban történő rendezésének kísérlete (1842)
- Az észt főnevek ragozásáról (1844)
- Kiegészítés a névszóragozás oktatásához (1846)
- Megjegyzések a szótő oktatásához az észt nyelvben (1847)
- Az észt helyesírásról (1852)
- A Tudományos Észt Társaság tárgyalásai (1852)

## Emlékezete
- 1930-ban Tartuban felavatták bronz mellszobrát.
- 1998-ban az Észt Posta postabélyeget adott ki születésének 200. évfordulója alkalmából.

## Fordítás
- Ez a szócikk részben vagy egészben  a   Friedrich Robert Fählmann című német Wikipédia-szócikk ezen változatának fordításán alapul.  Az eredeti cikk szerkesztőit annak laptörténete sorolja fel. Ez a jelzés csupán a megfogalmazás eredetét és a szerzői jogokat jelzi, nem szolgál a cikkben szereplő információk forrásmegjelöléseként.